# Борец Сукачёва
Борец Сукачёва (лат. Aconitum sukaczevii) — многолетнее травянистое растение, вид рода Борец (Aconitum) семейства Лютиковые (Ranunculaceae).

## Распространение и экология
Ареал вида охватывает Восточную Сибирь. Эндемик. Описан с озера Байкал, падь Улунтуй.
Произрастает в кедровниках.

## Ботаническое описание
Стебель высотой 40—45 см, прямой, покрытый мягкими прямыми, отстоящими волосками.
Прикорневые листья в числе 1—2, на длинных (15—20 см) черешках; пластинка в общем очертании пятиугольная, длиной до 4—7 см, шириной 8—10 см, на три четверти разделена на широко-клиновидные доли, последние, в свою очередь, заканчиваются округло-заострёнными дольками. Сверху пластинка покрыта короткими прижатыми волосками, снизу опушение из длинных прямых волосков только по жилкам; по краям пластинка ресничатая.
Соцветие — негустая, простая, верхушечная кисть из зеленовато-желтоватых цветков, сидящих на цветоножках длиной 3—5 мм. Прицветники длиной до 1 см, линейные, прикреплены у основания цветоножки. Шлем конический, высотой 1—1,5 см, шириной в средней части 4—5 мм и 10—14 мм на уровне сильно выдающегося носика. Боковые доли околоцветника продолговатые, длиной 10—12 мм, шириной 7—9 мм, голые, с жёлтой полоской; нижние доли околоцветника неравные — длиной около 1 см и шириной, соответственно, около 3 и 6 мм. Нектарники с прямым ноготком, почти прямым (не загнутым) несколько утолщенным шпорцем и небольшой двулопастной губой; тычинок немного (10—14), голых, от середины постепенно расширяющихся.
Листовки в числе трёх, голые.

## Таксономия
Вид Борец Сукачёва входит в род Борец (Aconitum) трибы Живокостные (Delphinieae) подсемейства Лютиковые (Ranunculoideae) семейства Лютиковые (Ranunculaceae) порядка Лютикоцветные (Ranunculales).
|  |                       |  |                                               |                                               |                                         |  | ещё четыре подсемейства (согласно Системе APG II) | ещё четыре подсемейства (согласно Системе APG II) |                                           |  |  |  | ещё 2 рода              | ещё 2 рода         |  |  |
|  |                       |  |                                               |                                               |                                         |  | ещё четыре подсемейства (согласно Системе APG II) | ещё четыре подсемейства (согласно Системе APG II) |                                           |  |  |  | ещё 2 рода              | ещё 2 рода         |  |  |
|  |                       |  |                                               | семейство Лютиковые                           |                                         |  |                                                   |                                                   | триба Живокостные                         |  |  |  |                         | вид Борец Сукачёва |  |  |
|  |                       |  |                                               | семейство Лютиковые                           |                                         |  |                                                   |                                                   | триба Живокостные                         |  |  |  |                         | вид Борец Сукачёва |  |  |
|  | порядок Лютикоцветные |  |                                               |                                               | подсемейство Лютиковые (Ranunculoideae) |  |                                                   |                                                   | род Борец, или Аконит                     |  |  |  |                         |                    |  |  |
|  | порядок Лютикоцветные |  |                                               |                                               |                                         |  |                                                   |                                                   |                                           |  |  |  |                         |                    |  |  |
|  |                       |  | ещё десять семейств (согласно Системе APG II) | ещё десять семейств (согласно Системе APG II) |                                         |  |                                                   | ещё восемь триб (согласно Системе APG II)         | ещё восемь триб (согласно Системе APG II) |  |  |  | ещё от 250 до 300 видов |                    |  |  |
|  |                       |  |                                               | ещё десять семейств (согласно Системе APG II) |                                         |  |                                                   |                                                   | ещё восемь триб (согласно Системе APG II) |  |  |  |                         |                    |  |  |